# Solomon Burke
Solomon Burke (Philadelphia, 1940. március 21. – Haarlemmermeer, 2010. október 10.), Grammy-díjas amerikai soul énekes, és prédikátor. Az 1960-as években átformálta a R&B hangzását.

## Pályafutása
Már gyerekként prédikációkat tartott. Kilenc éves korában kórusvezető volt és tinédzserként egy gospel rádióműsort vezetett. Az ötvenes években gospel kislemezei és R&B kislemeze jelent meg. Ezután kitanulta a temetkezési szakmát.
1961-ben az Atlantic Recordsnál is megjelentek kislemezei. Ezzel beindult az énekes karrierje. A soul, a country a rhythm and blues egyszerre szólalt meg nála, és popdalok is. A hatvanas években ontotta a slágereket.
Miközben mélyen vallásos volt, vígan habzsolta az életet, nem próbált ellenállni a szép lányoknak soha. Ötször meg is nősült. A családi botrányaiból is sikerdalok születtek.
Sosem bántam meg semmit, köszönök Istennek minden percet, minden másodpercet. Minden pillanat egy áldás, minden pillanat egy lecke. Nem fogok meghalni, nem tervezek ilyet,... az életben és a boldogságban hiszek.

## Lemezek
- Rock’’n’Soul (1964)
- The Best pf Solomon Burke (1965)
- King Solomon (1968)
- Proud Mary (1969)
- Electronic Magnetism (1972)
- I Have a Dream (1974)
- Lord We Need a Miracle (1979)
- Sidewallk, Fences&Walls (1979)
- King of Rock’nSoul (1981)
- A Change is Gonna Come (1986)
- You Can Run but You Can’t Hide (1987)
- Into My Life You Come (1990)
- Soul of The Blues (1993)
- Live at House of Blues (1994)
- The Very Best of Sikinib Burke (1998)

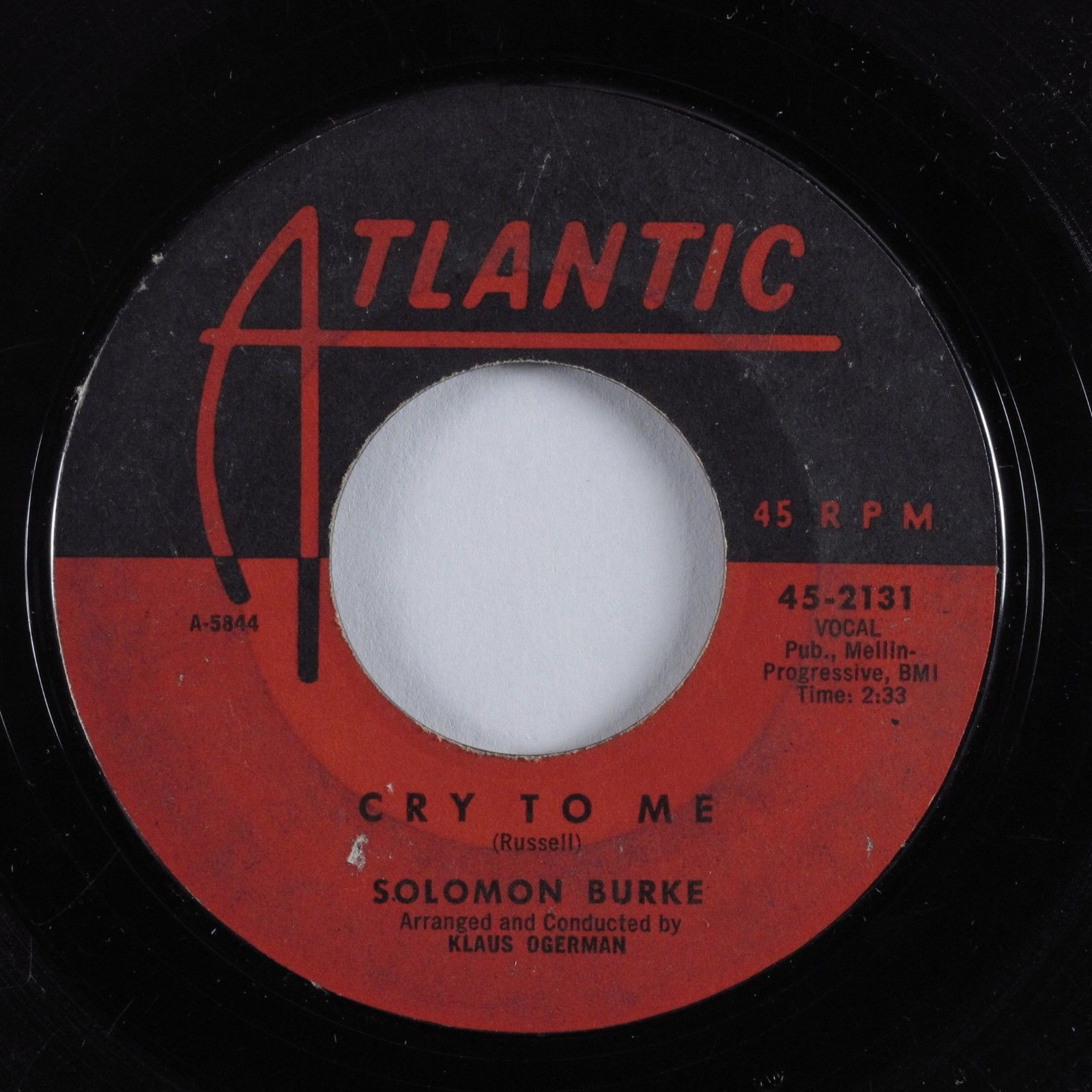

- Soulman (2002)
- Don’t give Up on Me (2002)
- Make Do With What You got (2005)
- Nashville (2006)
- Nothiung’s Impossible (2010)
- Hold On Tight (2010)
- The Last Great Concert (2012)

## Díjak
- 2001: Rock and Roll Hall of Fame
- 2010: Grammy-díj; jelölések: 1983, 2002, 2005, 2006, 2008

## További információ
- Hivatalos oldal
- Solomon Burke a Facebookon
- Solomon Burke az Internet Movie Database-ben (angolul)